# Periograma
Periograma se refere a uma tabela preenchida pelo Cirurgião Dentista, especialmente pelo Periodontista que é o profissional especialista em Periodontia. Nesta tabela o objetivo é relatar informações das condições dos tecidos periodontais com a inserção de dados como sangramento à sondagem, profundidade de bolsa periodontal, nível clínico de inserção, índice de placa, índice de cálculo.